# Едуардо Аранда
Едуардо Аранда (28. јануар 1985) парагвајски је фудбалер.

## Репрезентација
За репрезентацију Парагваја дебитовао је 2012. године. За тај тим је одиграо 5 утакмица.

## Статистика
| Парагвај | Парагвај | Парагвај |
| Година   | Наступи  | Голови   |
| -------- | -------- | -------- |
| 2012.    | 1        | 0        |
| 2013.    | 0        | 0        |
| 2014.    | 0        | 0        |
| 2015.    | 4        | 0        |
| Укупно   | 5        | 0        |